# Dimyella starcki
Dimyella starcki is een tweekleppigensoort uit de familie van de Dimyidae. De wetenschappelijke naam van de soort is voor het eerst geldig gepubliceerd in 1970 door Moore.